# An Introduction To… Laibach
An Introduction To… Laibach je kompilacijski album skupine Laibach, ki je izšel leta 2012 pri založbi Mute Records. Album vsebuje remasterizirane skladbe, ki so bile posnete med letoma 1987 in 2012 in dve novi skladbi »Warme Lederhaut« in »Ballad of a Thin Man«.

## Seznam skladb
| Št. | Naslov                                | Pisec                              | Z albuma                                       | Dolžina |
| --- | ------------------------------------- | ---------------------------------- | ---------------------------------------------- | ------- |
| 1.  | „Warme Lederhaut‟ (feat. Mina Špiler) | Daniel Miller/Matevž Kolenc        | prej neizdana                                  | 2:55    |
| 2.  | „Ballad of a Thin Man‟                | Bob Dylan/Luka Jamnik              | Bob Dylan Project - Volunteer Slovenia! (2011) | 5:33    |
| 3.  | „Germania‟                            | Joseph Haydn/Laibach, Silence      | Volk (2006)                                    | 4:02    |
| 4.  | „Anglia‟                              | arr. Laibach, Silence              | Volk (2006)                                    | 3:38    |
| 5.  | „Mama Leone‟ (feat. Putokazi)         | Drafi Deutscher/Slavko Avsenik Jr. | Anthems (2004)                                 | 4:51    |
| 6.  | „B Mashina‟                           | Tomi Meglič/Laibach, Srečko Bajda  | WAT (2003)                                     | 3:52    |
| 7.  | „Bruderschaft‟                        | Laibach/Srečko Bajda               | Trans Slovenia Express vol. 2 (2005)           | 4:13    |
| 8.  | „God Is God‟                          | Ben Watkins, Nick Burton           | Jesus Christ Superstars (1996)                 | 3:43    |
| 9.  | „Final Countdown‟                     | Joey Tempest                       | NATO (1994)                                    | 5:40    |
| 10. | „Alle gegen alle‟                     | Gabi Delgado, Robert Görl          | NATO (1994)                                    | 3:53    |
| 11. | „Across the Universe‟                 | John Lennon, Paul McCartney        | Let It Be (1988)                               | 4:00    |
| 12. | „Get Back‟                            | John Lennon, Paul McCartney        | Let It Be (1988)                               | 4:24    |
| 13. | „Leben heißt Leben‟                   | Opus                               | Opus Dei (1987)                                | 5:29    |
| 14. | „Geburt einer Nation‟                 | Queen, Roger Taylor                | Opus Dei (1987)                                | 4:21    |
| 15. | „Opus Dei‟                            | Opus                               | Opus Dei (1987)                                | 5:03    |